# Mesolita
Mesolita – rodzaj chrząszczy z rodziny kózkowatych i podrodziny zgrzypikowych.

## Zasięg występowania
Przedstawiciele tego rodzaju występują w Australii.

## Systematyka
Do Mesolita należy 13 gatunków:
- Mesolita albofasciatus
- Mesolita alternata
- Mesolita antennalis
- Mesolita ephippiata
- Mesolita inermis
- Mesolita insularis
- Mesolita interrupta
- Mesolita lineolata
- Mesolita minima
- Mesolita myrmecophila
- Mesolita pascoei
- Mesolita scutellata
- Mesolita transversa